# Перекрестово
Перекрестово (укр. Перехрестове) — село в Затишанской поселковой общине Раздельнянского района Одесской области Украины. До 2020 года входило в состав ликвидированного Захарьевского района.
Код ЕДРПОУ: 04378988
Адрес: Одесская обл., Захаровский р-н, с. Перекрестово, ул. Почтовая, д. 10
Время работы: пн-пт 8:00-17:00
Почтовый индекс: 66720
Контактные телефоны: 04860-92138
Председатель (голова): Грекуляк Василий Иванович
Население по переписи 2001 года составляло 1035 человек. Почтовый индекс — 66720. Телефонный код — 4860. Занимает площадь 1,9 км². Код КОАТУУ — 5125284201.
Через село Перекрестово проходит Железная дорога. Дети села Перекрестово получают среднее образование в Перекрестовском УВК 1-3 степеней. Так же в населеном пункте Перекрестово есть садик, клуб, множество магазинов, банк, аптека.

## Местный совет
66720, Одесская обл., Захарьевский р-н, с. Перекрестово